# Hällsjön (Stöde socken, Medelpad, 690826-153496)
Hällsjön är en sjö i Sundsvalls kommun i Medelpad och ingår i Ljungans huvudavrinningsområde. Sjön är 7,5 meter djup, har en yta på 1,18 kvadratkilometer och är belägen 343 meter över havet. Sjön avvattnas av vattendraget Fanbyån (Palsjöån).

## Delavrinningsområde
Hällsjön ingår i det delavrinningsområde (690835-153422) som SMHI kallar för Utloppet av Hällsjön. Medelhöjden är 356 meter över havet och ytan är 6,11 kvadratkilometer. Räknas de 4 avrinningsområdena uppströms in blir den ackumulerade arean 29,32 kvadratkilometer. Fanbyån (Palsjöån) som avvattnar avrinningsområdet har biflödesordning 2, vilket innebär att vattnet flödar genom totalt 2 vattendrag innan det når havet efter 92 kilometer. Avrinningsområdet består mestadels av skog (75 procent). Avrinningsområdet har 1,18 kvadratkilometer vattenytor vilket ger det en sjöprocent på 19,2 procent.